# Дахновка (Черкассы)
Да́хновка — микрорайон на северо-западе города Черкассы, Украина.
Расположен на юго-западном берегу Кременчугского водохранилища.

## История
До 1982 года Дахновка была селом, имела свой сельсовет и ей подчинялось село Геронимовка. Потом село было присоединено к городу Черкассы. После этого появилась проблема названия улиц и переулков, поскольку они были такие же, как и у города. Проблема была решена в пользу военных названий. Сейчас в Дахновке почти все улицы названы в честь военных офицеров и их подразделений.